# Kolofonium
Kolofonium (af Kolofon, en oldtidsby i Lilleasien) er en fast form af harpiks fra nåletræer, især fyr.
Det produceres ved at opvarme frisk harpiks for at få flygtige, flydende terpener til at fordampe. Kolofon er halvgennemsigtigt og varierer i farve fra gul til sort. Ved stuetemperatur er det skørt, men smelter ved opvarmning. Kolofon består hovedsagelig af forskellige harpikssyrer, mest abietinsyre.
Kolofon bruges blandt andet som ingrediens i lak, som hjælpemiddel ved lodning, som smøremiddel til strengeinstrumenter og som klæbemiddel i idræt (håndbold, gymnastik og klatring). 